# Aldo Maiz
Aldo Maiz (San Lorenzo, 27 de agosto de 2000) es un futbolista paraguayo. Juega como centrocampista y su club actual es el Club Guaraní de la Primera División de Paraguay.

## Trayectoria
Maiz inició su carrera en su tierra natal con el Club General Díaz. Hizo su debut profesional a la edad de 17 años, en un partido de Primera División contra el club Olimpia el 12 de febrero de 2018, aunque fue sustituido a los 34 minutos. Cuatro días después, jugó otro partido contra Independiente de Campo Grande, pero nuevamente fue sustituido al comienzo de la primera mitad. El 22 de noviembre de ese año, Maiz anotó su primer gol en la categoría absoluta en una victoria fuera de casa ante el club Guaraní.
El 27 de julio de 2019, Club Defensa y Justicia de la Primera División de Argentina anunció el fichaje de Maiz.
El 30 de octubre de 2020 fichó por Cerro Porteño en condición de préstamo.
El 2 de febrero de 2022 fue fichado por el Sportivo Ameliano hasta el 30 de junio de 2024.

## Clubes
| Club                    | País      | Año       |
| ----------------------- | --------- | --------- |
| Club General Díaz       | Paraguay  | 2018-2019 |
| Club Defensa y Justicia | Argentina | 2019-2020 |
| Cerro Porteño (cedido)  | Paraguay  | 2020-2021 |
| CS Ameliano (cedido)    | Argentina | 2022-2023 |
| Club Guaraní (cedido)   | Paraguay  | 2025-act. |